# Список менеджерів паролів
Таблиця, наведена нижче, містить імена відомих менеджерів паролів зі статтями у Вікіпедії.

## Зведена інформація
| Назва                         | Ліцензія                                               | Підтримка операційних систем                                                                 | Інтеграція з браузером                                                     | Формат доставки                                           |
| ----------------------------- | ------------------------------------------------------ | -------------------------------------------------------------------------------------------- | -------------------------------------------------------------------------- | --------------------------------------------------------- |
| 1Password                     | власницька                                             | Android, iOS, Linux, macOS, Windows                                                          | Так                                                                        | Локально + Синхронізація з хмарою                         |
| Bitwarden                     | Server: AGPL-3.0-only Clients: GPL-3.0-only            | Android, iOS, Linux, macOS, Windows                                                          | Так                                                                        | Локально + Синхронізація з хмарою                         |
| Dashlane                      | власницька / Freemium                                  | Android, iOS, macOS, Windows                                                                 | Так                                                                        | Локально + Синхронізація з хмарою                         |
| Enpass                        | власницька                                             | Android, BlackBerry 10, iOS, Windows Store, Windows Phone, macOS, Windows, Linux             | Так                                                                        | Локально + Синхронізація з хмарою                         |
| Firefox Lockwise (застарілий) | MPL-2.0                                                | Кросплатформність (розширення браузера та мобільний додаток)                                 | Так                                                                        | Хмарний                                                   |
| GNOME Keyring                 | GPL-2.0-or-later                                       | Unix-like                                                                                    | Інтеграція через GNOME Web, Chromium та неофіційне розширення Firefox      | Локальний                                                 |
| Intuitive Password            | власницька / Freemium                                  | Android, iOS, Linux, macOS, Windows, Windows Phone                                           | Так                                                                        | Хмарний                                                   |
| Kaspersky Password Manager    | власницька / Freemium                                  | Android, iOS, macOS, Windows                                                                 | Так                                                                        | Хмарний                                                   |
| KeePass                       | GPL-2.0-or-later                                       | Windows, (неофіційні порти: Android, iOS, Linux, macOS, Windows Phone)                       | через автоматичний набір тексту                                            | Локальний, опційно синхронізація з файлом або хмарою      |
| KeePassX (закрито)            | GPL-2.0-only or GPL-3.0-only                           | Windows, Linux, macOS                                                                        | через автоматичний набір тексту                                            | Локальний                                                 |
| KeePassXC; KeePassDX          | XC: GPL-2.0-only or GPL-3.0-only; DX: GPL-3.0-or-later | XC: Windows, Linux, macOS; DX: Android                                                       | Так                                                                        | Локальний, зовнішня синхронізація                         |
| Keeper                        | власницька / Freemium                                  | Android, iOS, Kindle, Linux, Nook, macOS, Windows, Windows Phone                             | Так                                                                        | Локально + Синхронізація з хмарою                         |
| KeeWeb                        | MIT                                                    | Windows, Linux, macOS, Web версія                                                            | through auto-typing                                                        | Локально + Синхронізація з хмарою, Web версія             |
| Keychain                      | APSL-2.0                                               | iOS (як iCloud Keychain), macOS                                                              | в iCloud версії                                                            | Утиліта                                                   |
| KWallet                       | LGPL                                                   | Unix-like                                                                                    | Інтеграція з Konqueror та Chromium через неофіційні доповнення для Firefox | Локальний                                                 |
| LastPass                      | власницька / Freemium                                  | Кросплатформність (розширення браузера та мобільний додаток)                                 | Так                                                                        | Локально + Синхронізація з хмарою                         |
| Meldium                       | власницька / Freemium                                  | Кросплатформність (розширення браузера та мобільний додаток)                                 | Так                                                                        | Хмарний                                                   |
| Microsoft Autofill            | власницька                                             | Кросплатформність (розширення браузера та мобільний додаток)                                 | Так                                                                        | Локально + Синхронізація з хмарою                         |
| Mitro (закритий)              | GPL-3.0-only                                           | Кросплатформність (розширення браузера)                                                      | Так                                                                        | Хмарний                                                   |
| Myki (закрито 10.04.2022)     | власницька / Freemium                                  | Кросплатформність (розширення браузера та мобільний додаток)                                 | Так                                                                        | Локально + Синхронізація з хмарою                         |
| NordPass                      | власницька / Freemium                                  | Android, iOS, macOS, Windows, Linux & розширення браузера                                    | Так                                                                        | Локально + синхронізація з хмарою знульовим розголошенням |
| oneID (закритий)              | власницька / Freemium                                  | Кросплатформність (розширення браузера та мобільний додаток)                                 | Так                                                                        | Локально + Синхронізація з хмарою                         |
| pass                          | GPL-2.0-or-later                                       | Android, FreeBSD, Linux, macOS                                                               | через додатки Firefox та Chromium                                          | Локально + синхронізація з Git                            |
| Password Safe                 | Artistic-2.0                                           | Android, iOS, Linux (beta), FreeBSD (beta), Windows (неофіційні ports: macOS, Windows Phone) | через автоматичний набір тексту                                            | Локально + опційно Синхронізація з хмарою або файлом      |
| Pleasant Password Server      | власницька                                             | Кросплатформність (розширення браузера та мобільний додаток)                                 | Так                                                                        | Локальний                                                 |
| RoboForm                      | власницька                                             | Android, iOS, macOS, Windows                                                                 | Так                                                                        | Локально + Синхронізація з хмарою                         |
| SafeInCloud                   | власницька                                             | Android, iOS, macOS, Windows                                                                 | Так                                                                        | Локально + Синхронізація з хмарою                         |
| Yojimbo                       | власницька                                             | macOS, iOS (тільки iPad)                                                                     | Ні                                                                         | Локально + Синхронізація з хмарою                         |

## Особливості
| Назва                                 | Вартість                                                                  | Імпорт з браузерів | Імпорт від конкурентів | Багатофакторна автентифікація                                                    | Експорт даних | Автоматичне перехоплення пароля | Автоматичне введення пароля | Форми             | Кілька ідентифікаторів для заповнення форми | Звіт про надійність пароля | Безпечний обмін                  | Цифровий спадок                 | Портативна версія   | Паролі програм | Браузерне меню входу в систему | Шифрування на рівні програми | Безпечний обмін паролями |
| ------------------------------------- | ------------------------------------------------------------------------- | ------------------ | ---------------------- | -------------------------------------------------------------------------------- | ------------- | ------------------------------- | --------------------------- | ----------------- | ------------------------------------------- | -------------------------- | -------------------------------- | ------------------------------- | ------------------- | -------------- | ------------------------------ | ---------------------------- | ------------------------ |
| 1Password                             | $3–5 (місяць)                                                             | Так                | Так                    | Так                                                                              | Так           | Так                             | Так                         | Так               | Так                                         | Так                        | Так                              | Так                             | Так                 | Так            | Так                            | Так                          | Так                      |
| Bitwarden                             | Безплатно або $10 (yearly)                                                | Так                | Так                    | Так, 2FA захист облікового запису безкоштовний. Генерація 2FA - преміум функція. | Так           | Так                             | Так                         | Так               | Так                                         | Так                        | Так                              | Так                             | Так                 | Так            | Так                            | Так                          | Так                      |
| Dashlane                              | Безплатно або $4–6 (місяць)                                               | Так                | Так                    | Так                                                                              | Так           | Так                             | Так                         | Так               | Так                                         | Так                        | Так                              | Так                             | Так                 | Так            | Так                            | Так                          | Так                      |
| Enpass                                | Безплатно або $12 (рік)                                                   | Ні                 | Так                    | Так                                                                              | Так           | Так                             | Ні                          | Так               | Так                                         | Так                        | Так                              | Так                             | Так                 | Так            | Так                            | Так                          | Так                      |
| GNOME Keyring                         | Безплатно                                                                 | ?                  | ?                      | ?                                                                                | ?             | ?                               | ?                           | ?                 | ?                                           | ?                          | ?                                | ?                               | ?                   | ?              | ?                              | ?                            | ?                        |
| Intuitive Password                    | Безплатно або $2 (місяць)                                                 | Так                | Так                    | Так                                                                              | Так           | Так                             | Так                         | Так               | Так                                         | Так                        | Так                              | Варіюється                      | Так                 | Так            | Так                            | Так                          | Так                      |
| KeePass                               | Безплатно                                                                 | Так                | Так                    | Так (plugin)                                                                     | Так           | Так                             | Так                         | Так               | Так                                         | Так                        | Опційно (requires add-on server) | Варіюється                      | Так                 | Так            | Так                            | Так                          | ?                        |
| KeePassXC, KeePassDX                  | Безплатно                                                                 | Так                | Так                    | Так (built-in)                                                                   | Так           | Так                             | Так                         | Так               | Так                                         | Так                        | Ні                               | Варіюється (external key share) | Так                 | Так            | Так                            | Так                          | Ні                       |
| Keeper                                | Безплатно або $30 (рік)                                                   | Так                | Так                    | Так                                                                              | Так           | Так                             | Так                         | Так               | Так                                         | Так                        | Так                              | Так                             | Так                 | Так            | Так                            | Так                          | Так                      |
| KeeWeb                                | Безплатно                                                                 | Ні                 | Так                    | Ні                                                                               | Так           | Так                             | Так                         | Так               | Так                                         | Ні                         | Так                              | Варіюється                      | Так                 | Так            | Так                            | Так                          | ?                        |
| KWallet                               | Безплатно                                                                 | ?                  | ?                      | ?                                                                                | ?             | ?                               | ?                           | ?                 | ?                                           | ?                          | ?                                | ?                               | ?                   | ?              | ?                              | ?                            | ?                        |
| LastPass                              | Безплатно або $36 (рік)                                                   | Так                | Так                    | Так                                                                              | Так           | Так                             | Так                         | Так               | Так                                         | Так                        | Так                              | Так                             | Так                 | Так            | Так                            | Так                          | Так                      |
| Microsoft Autofill                    | Безплатно                                                                 | ?                  | Так                    | Так                                                                              | Так           | ?                               | ?                           | ?                 | ?                                           | ?                          | ?                                | ?                               | ?                   | ?              | ?                              | ?                            | ?                        |
| Myki (discontinued by April 10, 2022) | Безплатно                                                                 | Так                | Так                    | Так                                                                              | Так           | Так                             | Так                         | Так               | Варіюється                                  | Так                        | Так                              | Ні                              | Так                 | Так            | Так                            | Так                          | Так                      |
| NordPass                              | Безплатно або $5 (місяць) або $36 (рік)                                   | Так                | Так                    | Так                                                                              | Так           | Так                             | Так                         | Так               | Так                                         | Так                        | Так                              | Ні                              | Ні                  | Ні             | Так                            | Так                          | Так                      |
| Norton Password Manager               | Безплатно                                                                 | Так                | Так                    | Ні                                                                               | Так           | Так                             | Так                         | Так               | Так                                         | Ні                         | Ні                               | Ні                              | Так (iOS – US only) | Так            | Так                            | Так                          | ?                        |
| pass                                  | Безплатно                                                                 | Так (third-party)  | Так (third-party)      | Так                                                                              | Так           | Так (third-party)               | Так (third-party)           | Так (third-party) | Так                                         | Так (third-party)          | Так                              | Варіюється                      | Так                 | Так            | Так (third-party)              | Так                          | ?                        |
| Pleasant Password Server              | Безплатно або $10 (місяць)                                                | Так                | Так                    | Так                                                                              | Так           | Так                             | Так                         | Так               | Так                                         | Так                        | Так                              | Так                             | Так                 | Так            | Так                            | Так                          | ?                        |
| RoboForm                              | Безплатно або $23.88 (рік)                                                | ?                  | ?                      | ?                                                                                | ?             | ?                               | ?                           | ?                 | ?                                           | ?                          | ?                                | ?                               | ?                   | ?              | ?                              | ?                            | ?                        |
| SafeInCloud                           | Безплатно або $4.99 (мобільна, персональна) або $9.99 (мобільна, сімейна) | ?                  | ?                      | ?                                                                                | ?             | ?                               | ?                           | ?                 | ?                                           | ?                          | ?                                | ?                               | ?                   | ?              | ?                              | ?                            | ?                        |
| Zoho Vault                            | Безплатно або $1/користувач/місяць                                        | Так                | Так                    | Так                                                                              | Так           | Так                             | Так                         | Так               | Так                                         | Так                        | Так                              | Так                             | Так                 | Так            | Так                            | Так                          | Так                      |

## Дивись також
- Менеджер паролів
- Втома від паролів